# Por el bulevar de los sueños rotos
«Por el bulevar de los sueños rotos» es una canción con letra de Joaquín Sabina y música de Álvaro Urquijo.

## Descripción
Se trata de una canción escrita por Joaquín Sabina en homenaje a la cantante mexicana de origen costarricense Chavela Vargas,  con expresas menciones a temas famosos de su repertorio como "Paloma Negra" y "Macorina", así como al compositor José Alfredo Jiménez, al compositor Agustín Lara, al famoso pintor Mexicano Diego Rivera y a la también famosa pintora Frida Kahlo, esposa del mismo.
Se publicó por primera vez en el álbum de Sabina Esta boca es mía (1994). Cuatro años después Álvaro Urquijo la incluía en su primer LP en solitario Álvaro Urquijo, y con posterioridad ha pasado al repertorio de la banda de la que es líder, Los Secretos. Así, está incluida  en el álbum acústico  Con cierto sentido (2003).
Posteriormente fue grabada por María Jiménez en el álbum, Donde más duele (2002), por Lúa Ríos en el disco homenaje a Sabina ...Entre Todas Las Mujeres (2003), por La Quinta Estación en un directo posteriormente recogido en el LP Directo desde Madrid (2008) de dicha banda y por Sandra Carrasco en De Purísima Y Oro - Los Flamencos Cantan A Sabina (2012).